# Лорел Кларк
Лорел Блер Селтон Кларк (англ. Laurel Blair Salton Clark; 10 березня 1961, Амес, Айова, США — 1 лютого 2003, над Техасом) — американська медик, капітан ВМС США, астронавтка НАСА, науковиця. Загинула в катастрофі шатла «Колумбія».

## Біографія
Лорел Кларк народилася в місті Амес у 1961 році, рідним містом вважала Расін, штат Вісконсин. У 1979 році вона закінчила школу імені Вільяма Горліка в Расіні, 1983 року здобула ступінь бакалавра за спеціальністю зоологія в Університеті Вісконсин-Медісон, в 1987 році успішно закінчила там само докторантуру. Лорел Кларк належала до жіночого студентського клубу «Гамма Фі Бета» і мала ліцензію радіоаматорки, її позивний — KC5ZSU.

## Військова кар'єра
Ще під час навчання Лорел Кларк брала активну участь у роботі відділу медицини занурень (англ. Diving Medicine Department), що входить в United States Navy Experimental Diving Unit — експериментально-дослідницький підрозділ водолазів при ВМС США. Потім вона пройшла курси навчання флотського медичного офіцера-підводника в інституті підводної медицини в Гротоні, Коннектикут, і офіцера-медика-водолаза в Панама-Сіті, Флорида, отримавши кваліфікацію офіцера з радіаційної безпеки й фахівця з підводної медицини. Після навчання Лорел Кларк була призначена керівницею медичного відділу 14-ї ескадри стратегічних підводних човнів США (програма Поларіс-Посейдон), що базується на Голі-Лох, Шотландія, неодноразово здійснювала занурення з флотськими пірнальниками і «морськими котиками», евакуюючи з підводних човнів моряків, що потребували медичної допомоги.
Після двох років служби в Шотландії Кларк пройшла навчання у Флотському аерокосмічному медичному інституті в Пенсакола, штат Флорида, отримавши кваліфікацію «льотний хірург» і призначення в ескадрон морської піхоти AV-8B (VMA 211). Разом з ескадроном вона провела кілька висадок, в тому числі і закордонну, у західній частині Тихого океану, де в тому числі надавала медичну допомогу в суворих умовах. Потім були призначення льотним хірургом у морську авіагрупу MAG-13 і в ескадрон навчання морських льотчиків VT-86, після чого Кларк була запрошена в НАСА.

## В НАСА
Лорел Кларк була зарахована в загін підготовки астронавтів НАСА в квітні 1996 року. В 1996—1998 роках була приписана до Космічного центру імені Ліндона Джонсона, в 1997—2000 роках працювала у відділі корисного навантаження і населеності.
У космічний політ Лорел Кларк вирушила 16 січня 2003 на борту «Колумбії» як наукова експертка у складі науково-дослідницької місії STS-107. Експерименти Кларк стосувалися біології — вона досліджувала розвиток рослин у невагомості. Політ тривав 15 днів, 22 години і 21 хвилину. При поверненні на Землю Лорел Кларк та інші 6 астронавтів загинули в катастрофі шатла «Колумбія», за 16 хвилин до розрахункового часу посадки. Останнім повідомленням друзям і рідним від Кларк став її електронний лист, відправлений з «Колумбії» за день до загибелі.

## Відзнаки
- На честь астронавтки названо астероїд 51827 Лорелкларк.